# Забаровка (село)
Заба́ровка (укр. Забарівка) — село в Корюковском районе Черниговской области Украины. Население 271 человек. Занимает площадь 1,358 км².
Код КОАТУУ: 7422483501. Почтовый индекс: 15342. Телефонный код: +380 4657.

## Власть
Орган местного самоуправления — Забаровский сельский совет. Почтовый адрес: 15342, Черниговская обл., Корюковский р-н, с. Забаровка, ул. Гагарина, 27.

## Известные уроженцы, жители
В селе 19 декабря 1926 года родился Николай Алексеевич Заборовский, советский и украинский поэт, краевед.